# Achham

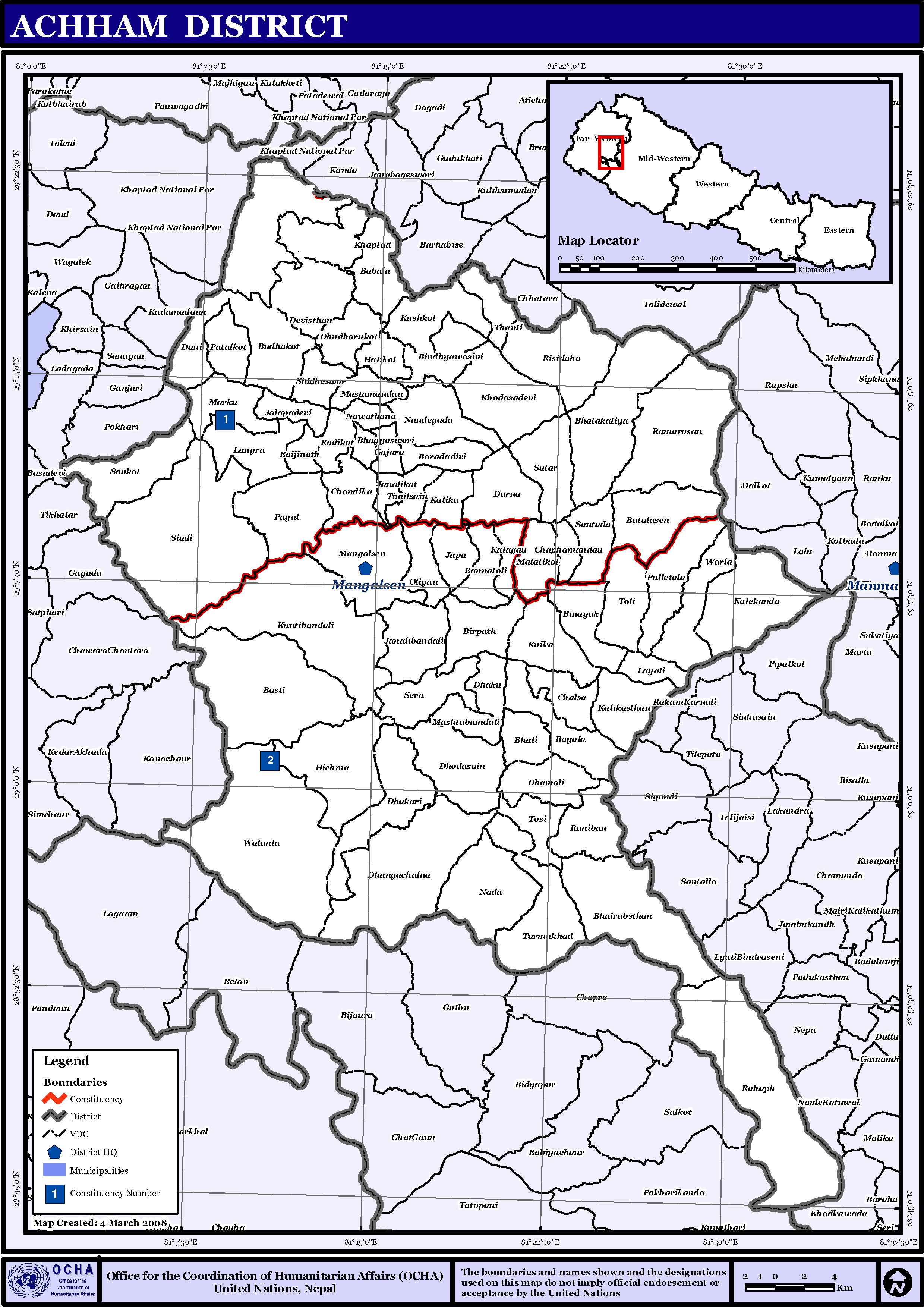
Kaart van Achham

Achham (Nepalees: अछाम) is een van de 75 districten van Nepal. Het district is gelegen in de bestuurlijke zone Seti en de hoofdplaats is Mangalsen.

## Stedenendorpscommissies[2][3]
- Stad: Nepalees: nagarpalika of N.P.; Engels: municipality;
- Dorpscommissie: Nepalees: gāu bikās samiti; Engels: village development committee of VDC.

- Steden (0): geen.
- Dorpscommissies (75): Babala (of: Bawala), Baijinath (of: Baijanath), Bannatoli, Baradadivi (of: Baradadevi), Basti, Batulasen (of: Batulasain), Bayala (of: Bayela), Bhagyaswori (of: Bhagyashwari), Bhairabsthan, Bhatakatiya, Bhuli (of Muli), Binayak, Bindhyawasini (of: Bindhyabasini), Birpath, Budakot (of: Budhakot), Chalsa, Chandika (Bayalpata), Chaphamandau (of: Chaphamandaun), Darna, Devisthan, Dhakari, Dhaku, Dhamali, Dhodasain (of: Ghodasain), Dhudharukot (of: Ghughurkot), Dhungachalna, Duni, Gajara, Hatikot (of: Hattikot), Hichma, Jalapadevi, Janalibandali, Janalikot, Jupu, Kalagau (of: Kalagaun), Kalekanda, Kalika, Kalikasthan, Khaptad, Khodasadevi, Kuika, Kuntibandali, Kushkot (of: Kuskot), Layati, Lungra, Malatikot, Mangalsen, Marku, Mashtanamdali (of: Masta Bandali), Mastanandau (of: Mastamandaun), Nada, Nandegada, Nawathana, Oligau (of: Oligaun), Patalkot, Payal, Pulletala (of: Putletauli), Rahaph, Ramarosan (of: Ramaroshan), Raniban, Ridikot, Risidaha, Santada, Sera, Siddheswor (of: Siddheshwar), Siudi (of: Syudi), Soukat, Sutar, Thanti, Timilsain, Toli, Tosi, Turmakhad, Walant (of: Balanta), Warla.

Achham · 
Arghakhanchi · 
Baglung · 
Baitadi · 
Bajhang · 
Bajura · 
Banke · 
Bara · 
Bardiya · 
Bhaktapur · 
Bhojpur · 
Chitwan · 
Dadeldhura · 
Dailekh · 
Dang · 
Darchula · 
Dhading · 
Dhankuta · 
Dhanusa · 
Dolkha · 
Dolpa · 
Doti · 
Gorkha · 
Gulmi · 
Humla · 
Ilam · 
Jajarkot · 
Jhapa · 
Jumla · 
Kailali · 
Kalikot · 
Kanchanpur · 
Kapilvastu · 
Kaski · 
Kathmandu · 
Kavrepalanchok · 
Khotang · 
Lalitpur · 
Lamjung · 
Mahottari · 
Makwanpur · 
Manang · 
Morang · 
Mugu · 
Mustang · 
Myagdi · 
Nawalparasi · 
Nuwakot · 
Okhaldhunga · 
Palpa · 
Panchthar · 
Parbat · 
Parsa · 
Pyuthan · 
Ramechhap · 
Rasuwa · 
Rautahat · 
Rolpa · 
Rukum · 
Rupandehi · 
Salyan · 
Sankhuwasabha · 
Saptari · 
Sarlahi · 
Sindhuli · 
Sindhulpalchok · 
Siraha · 
Solukhumbu · 
Sunsari · 
Surkhet · 
Syangja · 
Tanahu · 
Taplejung · 
Terhathum · 
Udayapur